# Jacques (bande dessinée)
Jacques, ou Jacques, le petit lézard géant, est une série de bande dessinée humoristique publiée dans le journal Spirou, scénarisée et dessinée par Libon.
Elle raconte, dans un humour absurde, loufoque et décalé (tous les personnages sont plus bêtes les uns que les autres), l'histoire de Jacques, un lézard ayant acquis l'intelligence, la parole et une taille humaine, à la suite d'un essai nucléaire de l'armée, qui a jeté un prototype de « micro-bombe atomique » dans un jardin.

## Parution et supports
Jacques s'appelait initialement Claude Zilla dans sa première parution dans le Spirou numéro 3468. En raison de l'existence d'un roman portant le même nom, elle a été rebaptisée à partir de sa troisième aventure (Spirou numéro 3475). La série s'articule en récits de cinq pages, pré-publiés dans le magazine, puis en albums de 45 planches. Les trois premières aventures seront redessinées pour le passage à l'album.
La série est aujourd'hui achevée, bien que Libon n'exclue pas de reprendre le personnage d'une autre manière ultérieurement. Il continue toutefois à publier dans Spirou en créant une nouvelle série, Les Cavaliers de l’Apocadispe.

## Critiques et analyses
Le récit se place, selon la revue Bévue, dans la lignée directe du Candide de Voltaire.

## Scénario
Après avoir négligemment jeté une mini bombe nucléaire dans un jardin, des militaires plutôt incompétents ne se doutent pas qu'ils viennent de générer une aberration animale : un petit lézard du jardin se transforme en lézard à moitié humain. Jacques le petit lézard (devenu géant) part alors à l'aventure en rejoignant la ville la plus proche. Il se fera successivement plusieurs amis dont un journaliste, des écolos, un dompteur de cirque, des cambrioleurs, des scientifiques et surtout Mamie qui le prend pour un chien abandonné. La menace des militaires qui cherche à éliminer le "monstre" maintient un suspense dans des situations parfois complètement absurdes.

Jacques le petit lézard géant porte un regard candide et léger sur une société absurde et décalée.

## Personnages
- Jacques est le personnage principal de la série. Parfois pris pour un monstre, parfois pour un crocodile, parfois pour un dinosaure, il a acquis une taille humaine, seuls ses bras n'ayant pas grandis, il est aussi doté de la parole et d'une intelligence humaine. Ces transformations ont été causées par une fusion d'ADN avec quelques cheveux du scientifique qui a mis au point la micro-bombe atomique.
- Mamie est une petite vieille qui recueille Jacques en le prenant pour un chien abandonné. L'ayant perdu à un moment, retrouver Mamie (et son pâté) est une des quêtes principales de Jacques.